# Ogród Rajski w Pradze (Hradczany)
Ogród Rajski w Pradze (czes. Rajská zahrada) – zabytkowy ogród przy Zamku Praskim na Hradczanach, część tzw. ogrodów południowych (czes. Jižní zahrady), w obecnym kształcie według projektu Jože Plečnika.

## Historia
Ogród powstał w latach 50. XVI wieku jako prywatny ogród księcia Tyrolu Ferdynanda II Habsburga, a przekształcony za czasów Rudolfa II Habsburga (wówczas powstał cylindryczny pawilon pomiędzy Rajskim Ogrodem a Ogrodem na Wałach).
W 1919 administracja Zamku Praskiego ogłosiła konkurs na projekt Rajskiego Ogrodu. Konkurs nie został rozstrzygnięty, gdyż żaden z projektów nie zadowolił jury. Ostatecznie w latach 20. XX wieku ogród został przebudowany według projektu Jože Plečnika, który wówczas pełnił funkcję głównego architekta Praskiego Zamku.
W 1923 z kamieniołomu w Mrákotínie przywieziono blok granitu, któremu przez 12 miesięcy nadawano kształt misy do ogrodu.

## Opis
Ogród znajduje się przy południowej elewacji zamku. Jože Plečnik w swoim projekcie podzielił ogród na dwie części – w górnej zaprojektował monumentalne schody, w dolnej kwadratowy trawnik z granitową misą pośrodku. Wcześniej znajdowała się tam barokowa fontanna, którą Plečnik przeniósł do tzw. Ogrodu na Wałach. Misa miała być uzupełnieniem kompozycyjnym dla obelisku, który był planowany na schodach, a który nie został zrealizowany, ze względu na trudności ze znalezieniem odpowiedniego kamienia. Obelisk miał być pomnikiem poświęconym legionistom, którzy polegli w czasie I wojny światowej. Ogród zdobią również wazy nawiązujące formami do antycznych, znajdują się one m.in. przy balustradzie schodów oraz w niszy pod schodami, w miejscu gdzie tryska źródło.   
Na terenie ogrodu znajduje się prawdopodobnie najstarsze drzewo na terenie Zamku Praskiego, około 400-letni cis.

## Galeria

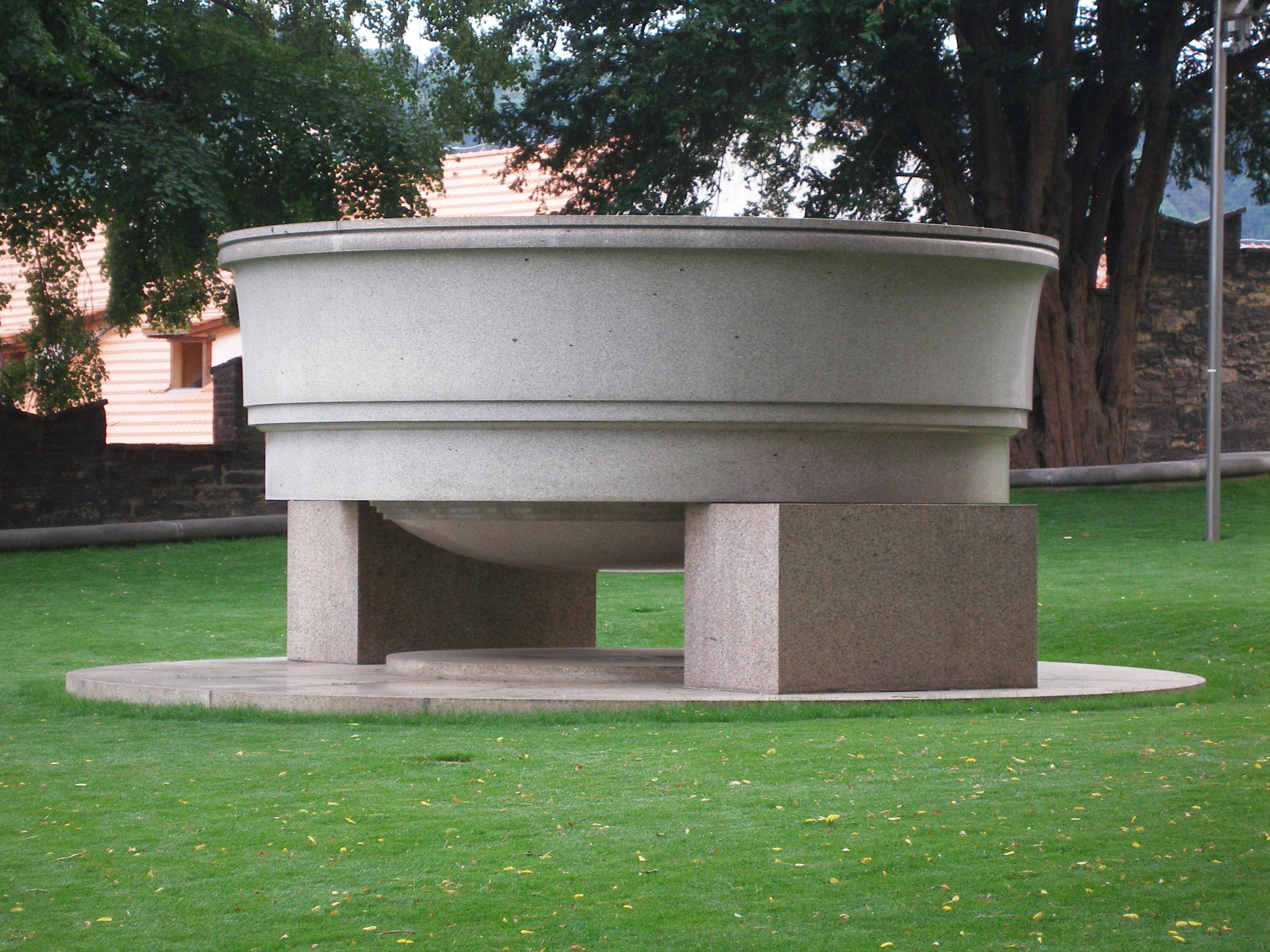
Misa na środku ogrodu
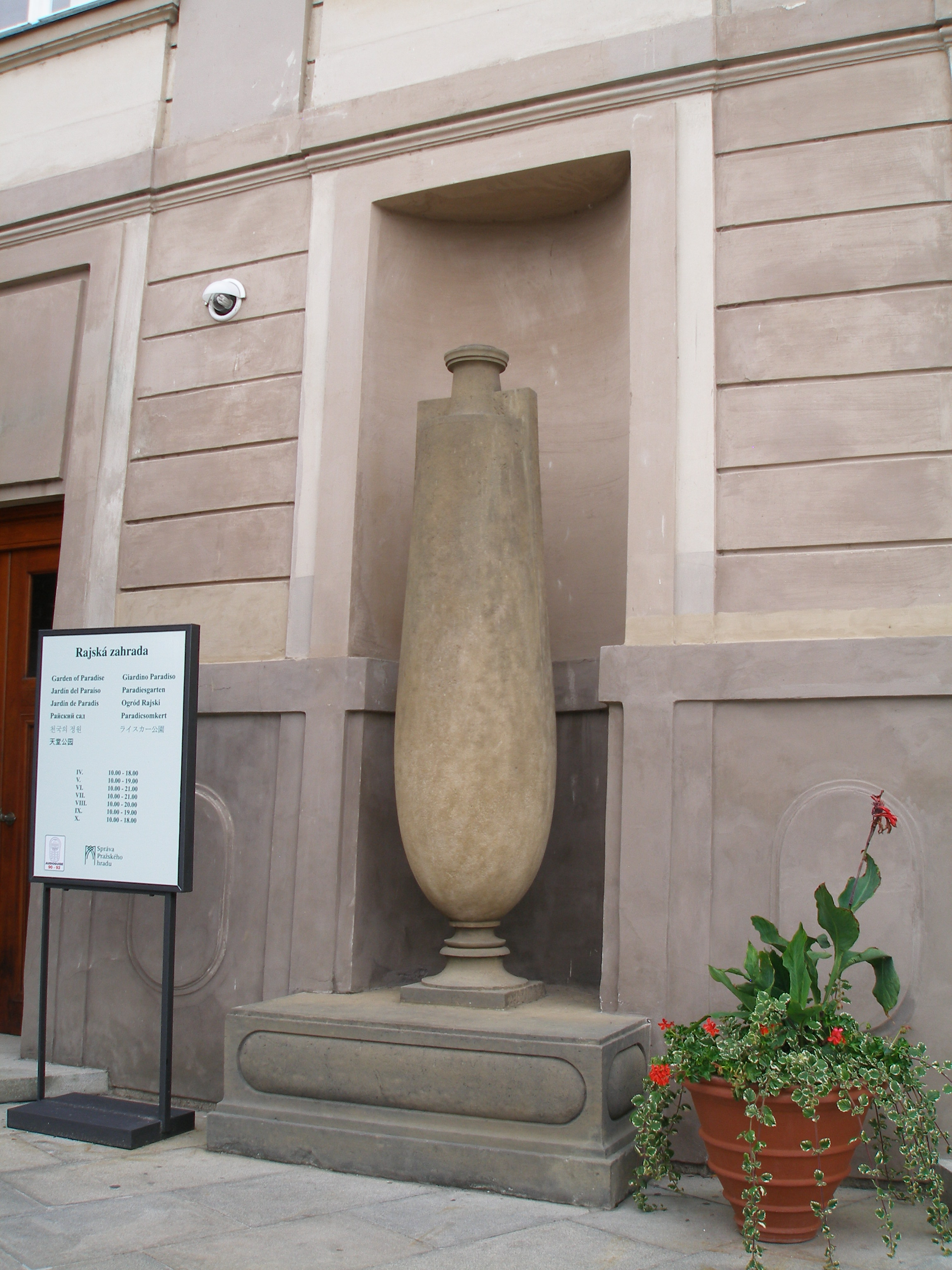
Waza przy wejściu do ogrodu
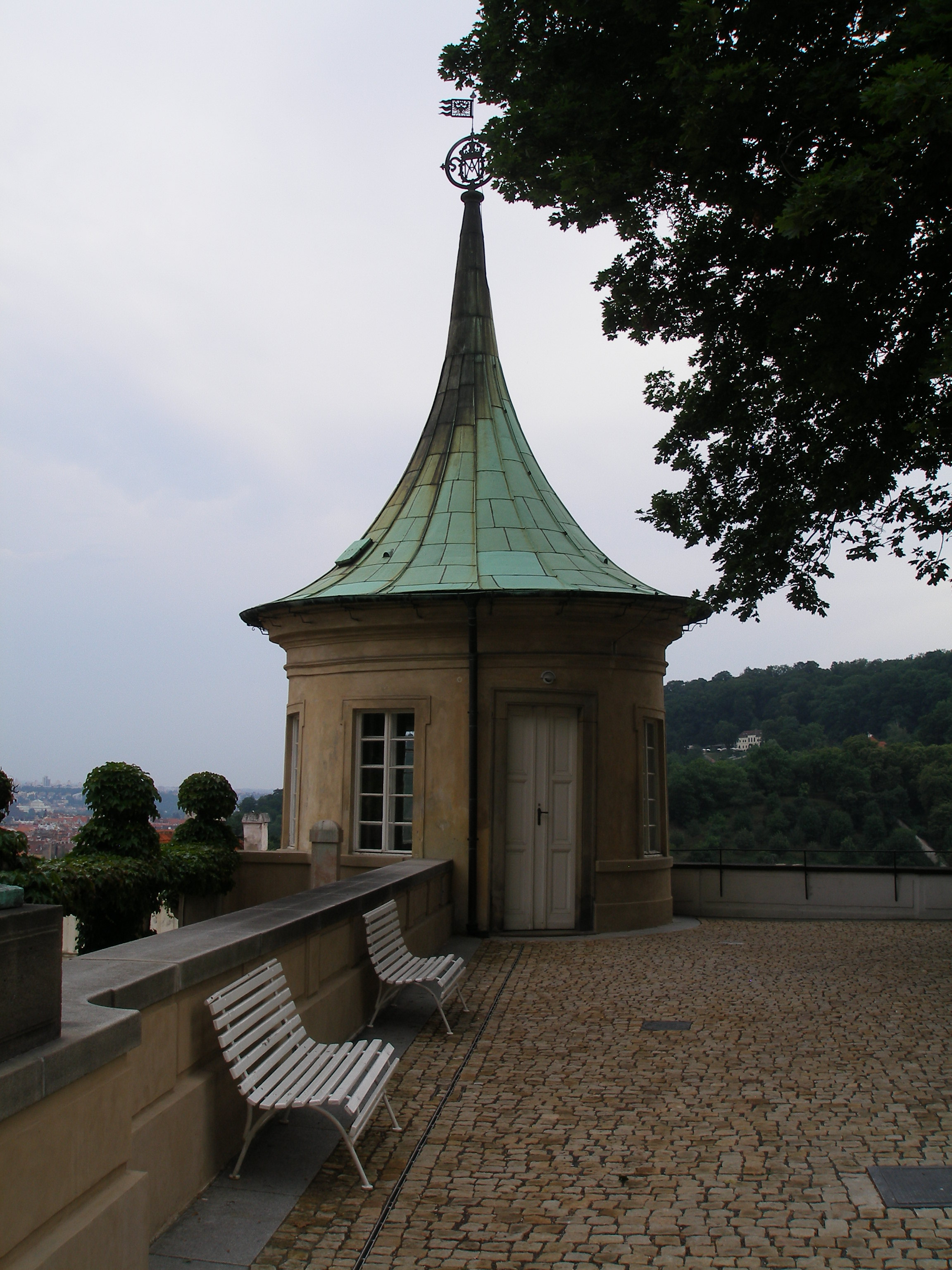
Pawilon